# Коммунальная улица (Королёв)
Коммунальная улица — улица в городе Королёв.

## История
Застройка улицы началась в 1976 году. На улице расположены в основном 9—12-этажные здания.
В 2007—2010 годах была проведена реконструкция улицы с организацией сквозного движения от Болшевской эстакады до Калининградской улицы.

## Трасса

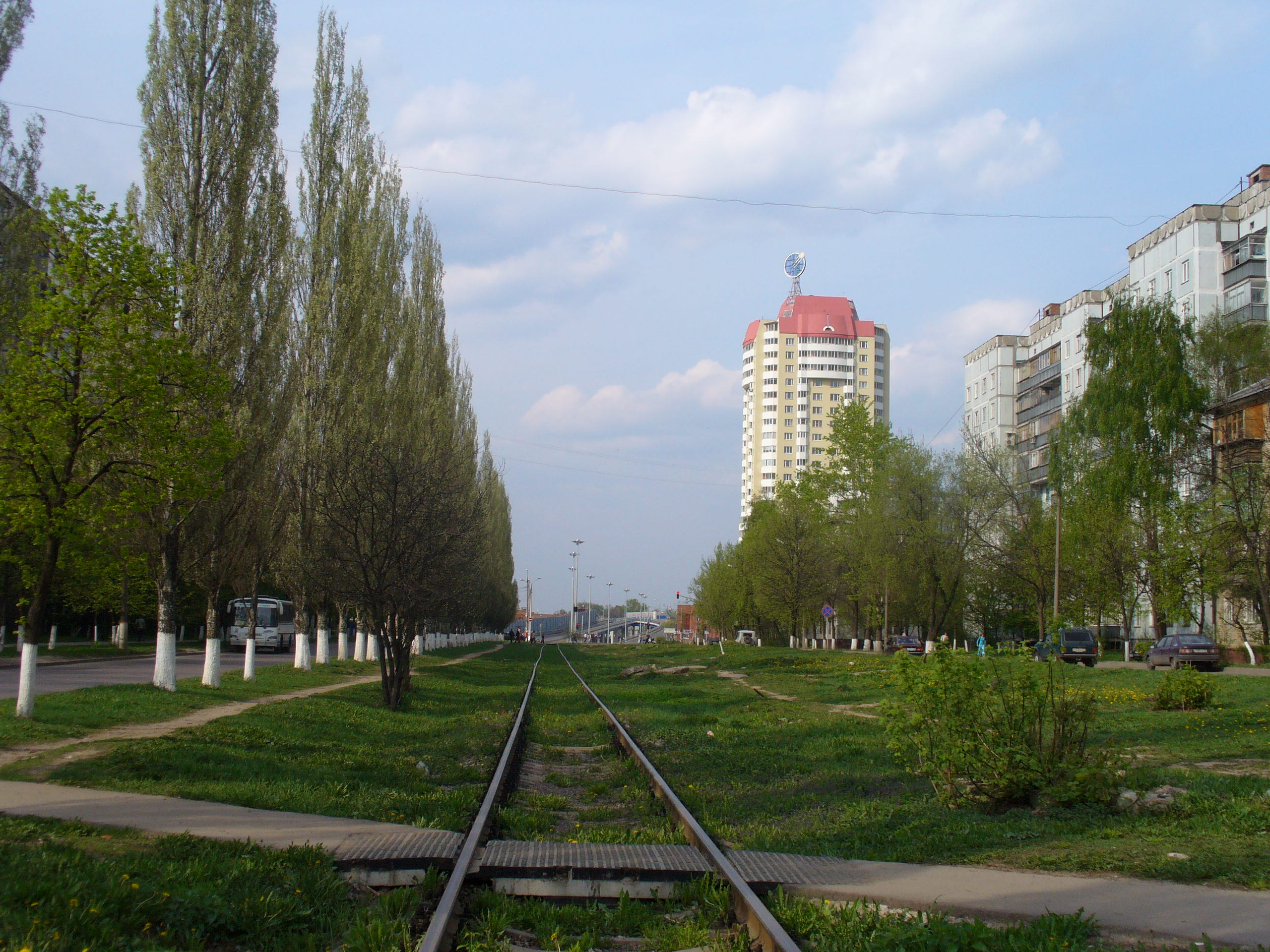
Ж/д пути, закрытые в 2010-е годы

Улица начинается от Калининградской улицы, пересекает Дворцовый проезд, улицу Суворова и заканчивается в районе Болшевской эстакады.
В центре улицы на всём её протяжении проходит подъездной путь железной дороги от станции Болшево на ДСК-160[неизвестный термин], ОАО «КТРВ», коммунальную зону на ул. Силикатной, торфопредприятие. В 2011 году при реконструкции улицы и строительстве торгового комплекса ответвление на ДСК[неизвестный термин] было снято. Ветка на торфопредприятие по факту недействующая.

## Транспорт
Автобусы:
- 6 (ст. Болшево — ул. Мичурина — Оболдино)[2]
- 7 (ст. Болшево — ул. Мичурина — Торфопредприятие)[3]
- 48 (ст. Болшево — ул. Горького — пл. Загорянская)[4]

Маршрутные такси:
- 7 (ст. Болшево — ул. Мичурина)
- 8 (ул. Гражданская (пл. Валентиновка) — ст. Болшево — ст. Подлипки)

## Организации
- дом 1: Гипермаркет «Глобус»
- дом 13: Семейное общежитие НПО ИТ
- дом 16: Офис продаж окон ПВХ «Okko»,Строительная фирма «Арктур»
- дом 28: Магазин «Продукты», Ремонт обуви
- дом 42: Транспортная фирма «Газель»